# Micropholis mensalis
Micropholis mensalis är en tvåhjärtbladig växtart som först beskrevs av Charles Baehni, och fick sitt nu gällande namn av André Aubréville. Micropholis mensalis ingår i släktet Micropholis och familjen Sapotaceae. Inga underarter finns listade i Catalogue of Life.